# Emanuele Catania
Emanuele Catania (Roma, 3 ottobre 1988) è un lunghista italiano.
Allenato sin da giovanissimo dal padre Giuseppe Catania, anche lui saltatore, a partire dal 2006 è passato sotto la guida di Roberto Pericoli.
Medaglia di bronzo ai Giochi del Mediterraneo del 2013, nel 2014 si è diplomato campione italiano del salto in lungo con la misura di 7,98 m, suo primato personale.

## Progressione

### Salto in lungo
| Stagione | Risultato | Luogo    | Data      | Rank. Mond. |
| -------- | --------- | -------- | --------- | ----------- |
| 2015     | 7,59 m    | Rieti    | 12-6-2015 | -           |
| 2014     | 7,98 m    | Rovereto | 19-7-2014 | 64º         |
| 2013     | 7,92 m    | Mersin   | 29-6-2013 | 86º         |
| 2013     | 7,92 m    | Rieti    | 12-5-2013 | 86º         |
| 2012     | -         | -        | -         | -           |
| 2011     | 7,85 m    | Orvieto  | 22-5-2012 | 131º        |

## Palmarès
| Anno | Manifestazione          | Sede     | Evento         | Risultato      | Prestazione | Note |
| ---- | ----------------------- | -------- | -------------- | -------------- | ----------- | ---- |
| 2007 | Europei juniores        | Hengelo  | Salto in lungo | Qualificazione | 6,83 m      |      |
| 2007 | Europei juniores        | Hengelo  | Salto triplo   | Qualificazione | 14,97 m     |      |
| 2013 | Europei indoor          | Göteborg | Salto in lungo | 12º (q)        | 7,78 m      |      |
| 2013 | Giochi del Mediterraneo | Mersin   | Salto in lungo | Bronzo         | 7,92 m      | =    |
| 2014 | Europei                 | Zurigo   | Salto in lungo | 26º (q)        | 7,31 m      |      |

## Campionati nazionali
- 1 volta campione italiano assoluto nel salto in lungo (2014)

2014
- Oro ai campionati italiani assoluti di atletica leggera, salto in lungo - 7,98 m